# ادی برنیس جانسون
ادی برنیس جانسون (به انگلیسی: Eddie Bernice Johnson) نمایندهٔ حوزه انتخابیه سی‌ام تگزاس از حزب دموکرات ایالات متحده آمریکا در مجلس نمایندگان ایالات متحده آمریکا است که برای نخستین‌بار در ۱۴ ژانویه ۱۹۹۳ میلادی به‌عضویت این مجلس درآمد.